# Curt Wedholm
Curt Wedholm, född 27 maj 1919 i Stockholm, död 3 september 2006 i Solna, var en svensk barn- och ungdomspsykiater.
Wedholm, son var son till lagerchef John Wedholm och Beda Andersson, avlade studentexamen i Stockholm 1937, blev medicine kandidat vid Karolinska Institutet i Stockholm 1941 och medicine licentiat där 1946. Han var vikarierande underläkare på Restads sjukhus och Sollefteå garnisonssjukhus 1946, tillförordnad andre underläkare vid Långholmens centralfängelses sinnessjukavdelning 1947, auskultant och vikarierande underläkare på Norrtulls barnsjukhus 1946–1948, vikarierande läkare på Nybodahemmet och Ericastiftelsen 1948, vikarierande underläkare på Långbro sjukhus, Beckomberga sjukhus, Södersjukhuset och S:t Eriks sjukhus 1949–1950, underläkare och vikarierande överläkare på Norrtulls barnsjukhus 1950–1951, läkare vid och föreståndare för Stockholms stads rådgivningsbyrå för den psykiska barna- och ungdomsvården 1951–1965 samt överläkare vid centralen för psykisk barna- och ungdomsvård i Huddinge från 1966. Han var biträdande inspektör vid Medicinalstyrelsen 1953–1954, timlärare vid Stockholms särskoleseminarium 1953–1959, vid Stockholms förskoleseminarium 1956–1959, vid Norrköpings förskoleseminarium 1958–1964 och vid sociala barnavårdsseminariet från 1962.